# Carlos Alfredo Becú
Carlos Alfredo Becú (Buenos Aires, 1 de diciembre de 1879 - íd., 18 de abril de 1924) fue un político argentino que ejerció brevemente el cargo de Ministro de Relaciones Exteriores de su país durante la presidencia de Hipólito Yrigoyen.

## Biografía
Era hijo de Carlos Teodoro Becú Carassale, inmigrante uruguayo natural de Montevideo, y de Sara Rosalía García Lagos.
Abogado y profesor de Derecho Internacional de la Universidad de Buenos Aires, fue el autor de diversas publicaciones, como Denuncia de tratados, La neutralidad según las Convenciones de La Haya, El A.B.C. y su concepto jurídico y político y El Estado del derecho internacional público después de la guerra.
Fue uno de los principales organizadores de la Unión Cívica Radical de la Capital Federal, ocupando cargos partidarios y municipales.
Al llegar a la presidencia, en octubre de 1916, Hipólito Yrigoyen lo designó Ministro de Relaciones Exteriores. Durante su mandato dirigió una nota al gobernador de la Provincia de Buenos Aires, Marcelino Ugarte, en que lo conminaba a democratizar lo más rápidamente posible su gobierno; el hecho de que esta nota haya sido redactada por el canciller remarcó la voluntad del nuevo gobierno de no tratar por las vías normales a los gobernadores conservadores, que se consideraba que habían accedido al gobierno por medio del fraude electoral.
Su mandato fue muy breve, ya que renunció en el mes de febrero siguiente, ya que si bien apoyaba la política de neutralidad adoptada por el presidente respecto de la Primera Guerra Mundial, se oponía a algunos aspectos de esa política. Ese mismo año fue elegido diputado nacional por la Capital, cargo que ocupó hasta su renuncia, que presentó en marzo de 1920, por razones de salud.
Falleció en Buenos Aires en 1924.